# Cesare Viel
Cesare Viel (Chivasso, 26 novembre 1964) è un artista italiano di attitudine neoconcettuale.

## Biografia
Nato a Chivasso nel 1964, a partire dagli esordi, alla fine degli anni Ottanta, la sua ricerca gravita intorno alle pratiche dell'installazione e della performance, e intreccia diverse tecniche e mezzi espressivi come il video, la fotografia, il disegno, la scrittura, l'oralità. È sposato con la giornalista e scrittrice Laura Guglielmi . 
Nel 1998 gli è stato assegnato a Bologna il Premio Francesca Alinovi, oggi Premio Alinovi Daolio. Nello stesso anno è tra gli organizzatori del convegno, al Link di Bologna, sulle nuove ricerche artistiche italiane Come spiegare a mia madre che ciò che faccio serve a qualcosa?, i cui atti sono stati pubblicati da Charta-I libri di Zerynthia.
Nel 1999 ha partecipato al progetto Oreste in occasione della 48ª Biennale di Venezia curata da Harald Szeemann.
Dal 2000 è docente dell'Accademia Ligustica di Belle Arti di Genova.
Nel 2008 il Museo d'arte contemporanea Villa Croce di Genova gli ha dedicato la personale Cesare Viel. Mi gioco fino in fondo. Performance e installazioni, che ripercorre la produzione dell'artista dall'inizio degli anni Novanta.
Nel 2019 al PAC – Padiglione d'Arte Contemporanea di Milano viene allestita la personale antologica Cesare Viel. Più nessuno da nessuna parte, con catalogo curato da Diego Sileo e pubblicato da Silvana Editoriale.
Nel 2021 con il progetto “Corpi estranei” è tra i vincitori della X edizione del premio Italian Council. 

### Temi e opere
La poetica di Cesare Viel è incentrata sui temi della relazione e della comunicazione, dell'identità di genere e del rapporto tra il linguaggio e le immagini. Si serve del linguaggio della comunicazione di massa e di quello proveniente dalla letteratura come serbatoi di immagini ed emozioni da elaborare in uno scambio continuo tra l'arte, la realtà, e la relazione col pubblico.
Nel suo lavoro si trovano elementi connessi alla dimensione sociale e pubblica come a quella più interiore e soggettiva. Cesare Viel ha realizzato disegni, performance, installazioni e opere audio intorno a scrittori come Virginia Woolf, Emily Dickinson, Cesare Pavese, Italo Calvino, Natalia Ginzburg, Dino Campana, Ingeborg Bachmann, Roland Barthes, oppure partendo da drammatici fatti di cronaca come l'assedio al teatro Dubrovka a Mosca nel 2002 (Operazione Bufera, 2003, performance e intervento audio), il G8 di Genova e gli attentati alle Torri Gemelle di New York nel 2001 (Thank you Emily, 2002, ciclo di 12 disegni), o da particolari rielaborazioni di vissuti personali (Mi trovavo a casa, 2008, opera audio). Mentre la serie dei disegni Diario contemporaneo, che inizia nel 2004, è incentrata sul rapporto tra le fotografie pubblicate sui giornali e le didascalie che descrivono e condizionano il significato delle immagini. Ciascuna foto è ridisegnata e abbinata a frasi manoscritte, che fanno emergere la questione della manipolazione della comunicazione.
Tra le performance si segnalano Lost in meditation del 1999, eseguita per la prima volta a Torino a Palazzo Nervi, durante un festival dedicato alla performance, curato da Franz Bernardelli, in collaborazione con Artissima e il Museo d'arte contemporanea del castello di Rivoli. Una performance sulla memoria, e sulla questione della dislocazione spazio-temporale. Importante in questa azione, come in molte altre successive di Cesare Viel, è la relazione tra il corpo dell'artista, la situazione evocata e ri-contestualizzata e l'intervento sonoro diffuso nell'ambiente. Tra il testo “detto” dalla voce dell'artista, a volte scritto da lui, a volte scelto dalla produzione di altri autori, e la scena performativa si instaura un vero e proprio feed-back, che contribuisce a creare una profonda relazione di condivisione emotiva con il pubblico presente. Questo elemento della condivisione è parte integrante dell'azione stessa, non solo un ingrediente tra gli altri. Così è con l'azione Aladino è stato catturato, eseguita per la prima volta a Fuori Uso a Pescara, nel 2000. L'artista restava rinchiuso in una gabbia per circa 4 ore, leggendo i tarocchi a se stesso, ma in realtà leggendoli, in una condizione quasi “medianica”, al pubblico presente, senza creare però una relazione diretta.
Un’altra performance centrale nel percorso di Cesare Viel è Infinita ricomposizione, realizzata nel 2015 alla Galleria Pinksummer di Genova. Qui, con l’aiuto di quattro assistenti, l’artista collocava e ricollocava sul pavimento nero della galleria feltri colorati che riprendevano forme ingrandite tratte da alcuni dipinti di Henri Matisse, considerato da Viel un “artista capace di annullare le gerarchie dei piani compositivi e creare nuovi sistemi di senso attraverso il loro costante divenire”. Questo processo di creazione e immediato stravolgimento delle forme trova un importante riferimento nei concetti di deterritorializzazione, di divenire e di piano, sviluppati da Gilles Deleuze e Félix Guattari in saggi come Millepiani e L’Anti-Edipo.
Sulla scia di questa performance e all’interno di questo orizzonte concettuale si colloca l’azione Verso Jorn, eseguita nell’autunno del 2016 all’interno di Casa Museo Jorn, sulle alture di Albissola Marina: nel salotto dell’abitazione in cui l’artista danese Asger Jorn abitò dal 1957 a poco prima della sua morte, Viel, attraverso il movimento a pavimento di alcuni cocci di ceramica trovati nella cantina, tentava di delineare una geografia emotiva che lo orientasse all’interno del flusso di suggestioni artistiche, riferimenti teorici (il situazionismo di Guy Debord, per esempio) e ricordi personali evocati dal luogo (egli stesso visse ad Albissola Marina dai 7 ai 22 anni e si trasferì a Genova per laurearsi in Storia dell’Arte con una tesi proprio su Asger Jorn e il gruppo Co.Br.A).
Lo spostamento degli oggetti, questa volta utili a imbandire una tavola, era protagonista anche di Mrs. Dalloway. Apparecchiare la cena, azione eseguita il 20 maggio 2017 al Teatro Sociale di Camogli: mentre Viel e altri tre performer portavano e muovevano in scena un tavolo, alcuni piatti, bicchieri, posate e tovaglioli, una voce registrata univa le vicende di Clarissa Dalloway, Septimus Smith, Peter Walsh a riflessioni sulle tematiche più diverse (sulla guerra, la verità e la solitudine), rivestendo gli oggetti maneggiati dai performer della tensione scaturita da questa sorta di stream of consciousness e manifestando, così, la potenza performativa presente nella scrittura di Virginia Woolf.
Espone dalla fine degli anni Ottanta in mostre personali e collettive in gallerie, fondazioni e musei in Italia e all'estero come: Museo d'Arte Contemporanea, Castello di Rivoli, Torino; PAC, Padiglione d'Arte Contemporanea, e la Fabbrica del Vapore, Milano; Palazzo delle Esposizioni, Villa Medici, Auditorium Parco della Musica, Roma; MART di Trento e Rovereto; Palazzo delle Papesse, Siena; Galleria Civica d'Arte Contemporanea, Trento; Museion, Bolzano; MAN di Nuoro; Museo d'Arte Contemporanea di Villa Croce, Genova; GAMeC, Galleria d'Arte Moderna e Contemporanea, Bergamo; Galleria d'Arte Moderna, Bologna; Museo della Rocca Sforzesca, Imola; CIAC, Castello Colonna di Genazzano: La Galerie, Noisy-le-Sec (F); MAMCO, Ginevra (CH); Le Magasin, CNAC, Grenoble (F); Galerie der Künste, Berlino (D); Warwick Arts Centre, Coventry (UK); Urban Planning Exhibition Center, Shanghai; Millennium Art Museum, Pechino; e presso le Fondazioni: Teseco, Pisa; Palazzo Bricherasio, Torino; Baruchello, Roma; Pietro Rossini, Briosco (MB).

### Principali esposizioni personali
- 2022, Frasi nell’aria, a cura di Francesca Guerisoli, Fondazione Pietro e Alberto Rossini, Briosco (MB)
- 2022, In un punto del mondo, a cura di Maria Jesus Silvente e Giulia Ingarao, Centre Pompidou, Málaga, nell’ambito del progetto vincitore “Corpi estranei”, X edizione Italian Council.
- 2022, Condividere frasi in un campo allargato, Galleria Milano, Milano.
- 2021, Fuori base dentro base, Base/Progetti per l'arte, Firenze
- 2020, Scrivere il giardino, Galleria Pinksummer, Genova
- 2019, Più nessuno da nessuna parte, a cura di Diego Sileo, PAC, Milano
- 2017, Dar conto di sé. Figure, corpi, parole nell'opera di Cesare Viel, a cura di Francesca Pasini, Fondazione Remotti, Camogli
- 2017, A Passage to Camogli with Virginia Woolf, a cura di Francesca Pasini, Teatro Sociale di Camogli, Camogli (GE)
- 2016, Verso Jorn, Casa Museo Jorn, a cura di Paola Valenti, Albissola Marina (SV)
- 2015, Infinita ricomposizione, Galleria Pinksummer, Genova.
- 2014, Virginia ai panni vecchi, a cura di Antonio Leone, Palazzo Branciforte, Palermo.

Nel nome del Padre (con Luca Vitone), Istituto Italiano di Cultura, Montevideo (Uruguay).
- 2013, Tales and Things (con Donatella Landi), a cura di Martina Adami e Maura Favero, Museo Laboratorio d'Arte Contemporanea, Università La Sapienza, Roma.
- 2011, Facciamo fluire via le nostre frasi, a cura di Francesca Guerisoli, Fondazione Pietro Rossini, Briosco (MB).
- 2010, Solo ciò che accade, a cura di a.titolo, CeSAC-Il Filatoio di Caraglio, Caraglio (CN).

Giorno e notte, Casabianca, Bologna.
- 2009, Cul de sac (performance nell'ambito di un progetto a cura di Eva Marisaldi), Fondazione Galleria Civica, Trento.
- 2008, Cesare Viel, Galleria Pinksummer, Genova.

Cesare Viel. Mi gioco fino in fondo. Performance e installazioni, Museo d'Arte Contemporanea-Villa Croce, Genova.
- 2007, Un appuntamento, Giardini pubblici, rue des Écoles, Paris.

Di nuovo una voce persiste (performance), Nuovo Teatro Colosseo, Fondazione Baruchello, Roma.
- 2006, Progetto Bachmann (performance), a cura di Carla Subrizi, Fondazione Baruchello, Roma.
- 2005, Sogno Campana (performance e installazione), a cura di Roberto Daolio, Rocca Sforzesca, Imola.
- 2004, Cesare Viel, Galleria Pinksummer, Genova.

Tu che mi hai disegnato, a cura di Guido Curto, Fondazione Palazzo Bricherasio, Torino.
To the Lighthouse. Cesare Viel as Virginia Woolf (performance e installazione), a cura di Mario Lupano e Daniela Lotta, Teatro degli Atti, Rimini.
- 2003, Accendere una lampada e sparire (performance), Galleria Emi Fontana, Milano.

Operazione Bufera (performance), KleinKunstTheater, Bolzano, e Fondazione Baruchello, Roma.
- 2001, VIM. Very Italian Macho (con Luca Vitone), Galleria Emi Fontana, Milano.

Didascalies (con Delphine Coindet e Samy Engramer), a cura di Hélène Chouteau, La Galerie, Noisy-le-Sec, (F).
Cesare Viel, Galleria Il Graffio, Bologna.
- 1999, Lost in meditation (performance), Palazzo Nervi, Torino.

Una frase per lo specchio di Hyperion e altri lavori, Galleria Antonella Nicola, Torino.
Ritratto di un amico (performance), Hotel Roma, Torino.
Trois artistes italiens (con Stefano Arienti e Annalisa Cattani), a cura di Gabi Scardi, Istituto Italiano di Cultura, Parigi.
- 1998, Seasonal Affective Disorder, a cura di Giorgio Verzotti, Galleria Artra, Milano.

Le canzoni liberano la testa, Galleria Il Graffio, Bologna.
- 1997, Una stanza per sé, Galleria Paolo Vitolo, Milano.
- 1996, I folletti irritati (performance), Arte Fiera, Bologna.
- 1994, Viaggiatori/Viaggiatrici, a cura di Francesca Pasini, Galleria Paolo Vitolo, Milano.
- 1992, La comunità sintattica, Galleria Paolo Vitolo, Roma.
- 1993, Esecuzioni comunicative, Galleria Paolo Vitolo, Milano.
- 1991, Fra teatro e autografia, Galleria Neon, Bologna.
- 1990, Noi gestiamo il disordine quotidiano del pensiero, Galleria Paolo Vitolo, Roma.
- 1989, L'arte di fare facciate, Studio Oggetto, Milano.

## Pubblicazioni monografiche
- Forma di vita, con un contributo di Gabriele Perretta, Galleria Neon, Bologna e Galleria Paolo Vitolo, Roma, 1991.
- La Comunità sintattica, Galleria Paolo Vitolo, Roma, 1992.
- Esecuzioni comunicative, Galleria Paolo Vitolo, Milano, 1993.
- Viaggiatori/Viaggiatrici, a cura di Francesca Pasini, Galleria Paolo Vitolo, Milano, 1994.
- Cesare Viel. Seasonal Affective Disorder, a cura di Giorgio Verzotti, Galleria Artra, Milano 1998.
- Cesare Viel, in AA.VV., La Ville, le Jardin, la Mémoire, a cura di Carolyn Christov Bakargiev, Hans Ulrich Obrist, Laurence Bossé, Charta e Paris-Musées, Milano-Parigi, 1998.
- Cesare Viel. Mi gioco fino in fondo. Performance e installazioni, con contributi critici di Emanuela De Cecco, Chiara Oliveri Bertola, Sandra Solimano, edizioni del Museo d'arte contemporanea Villa Croce, Genova 2008.
- Cesare Viel. Azioni 1996-2007, a cura di Carla Subrizi, Silvana editoriale-Fondazione Baruchello, Milano-Roma 2008.
- Facciamo fluire via le nostre frasi. Un dialogo tra Francesca Guerisoli e Cesare Viel, a cura di Francesca Guerisoli, Fondazione Pietro Rossini, Briosco (MB) 2011.
- Più nessuno da nessuna parte, a cura di Diego Sileo, catalogo della mostra (Milano, PAC, 12 ottobre - 1 dicembre 2019), Silvana Editoriale, Milano 2019.